# Educació secundària
L'educació secundària està situada després de l'etapa de l'educació primària i és la darrera etapa de l'educació bàsica obligatòria. Hi accedeixen tots els alumnes i les alumnes que han acabat l'escolarització primària i acull les noies i els nois d'entre els 12 i els 16 anys. Per assegurar la transició adequada de l'alumnat entre etapes, hi ha d'haver una coordinació amb l'etapa d'educació primària. En l'àmbit espanyol es realitza l'ESO i equival al nivell 3 de la classificació estandarditzada dels nivells educatius establerta per la UNESCO.
L'etapa de l'educació secundària obligatòria comprèn quatre cursos acadèmics i s'organitza en diferents matèries. El quart curs, a més, posa especial atenció en l'orientació acadèmica posterior i en la integració a la vida laboral. L'alumnat que ha completat satisfactòriament l'educació secundària obligatòria té la possibilitat d'accedir al món laboral o bé continuar estudis en la formació professional de grau mitjà, els ensenyaments esportius de grau mitjà, les arts plàstiques i disseny de grau mitjà o el batxillerat.
L'etapa de l'educació secundària obligatòria proporciona a tots els nois i les noies una educació que els permet assegurar un desenvolupament personal sòlid, adquirir les competències culturals i socials relatives a l'expressió i comprensió oral, a l'escriptura, al càlcul i a la resolució de problemes de la vida quotidiana.
També contribueix a educar per a la igualtat de drets i oportunitats entre dones i homes, rebutjant tota mena de comportaments discriminatoris per raó de sexe, a l'autonomia personal, la corresponsabilitat i la interdependència personal i a la comprensió dels elements bàsics del món en els aspectes científic, social i cultural, en particular aquells elements que permeten un coneixement i arrelament.
Així mateix, contribueix a desenvolupar les habilitats socials de treball i d'estudi amb autonomia i esperit crític, la sensibilitat artística, la creativitat i l'afectivitat de tots els nois i les noies. L'educació secundària obligatòria garanteix la igualtat real d'oportunitats per desenvolupar les capacitats individuals, socials, intel·lectuals, artístiques, culturals i emocionals de tots els nois i les noies que cursen aquesta etapa.
Per a l'educació secundària obligatòria s'identifiquen dos grups de competències bàsiques: les competències transversals, que són la base del desenvolupament personal i de la construcció del coneixement (entre les quals cal considerar les comunicatives, per comprendre i expressar la realitat, les metodològiques, que activen l'aprenentatge, i les personals) i les competències específiques, centrades a conviure i habitar el món i relacionades amb la cultura i la visió del món.

## Atenció a la diversitat
L'educació secundària obligatòria s'organitza d'acord amb els principis de l'educació comuna i d'atenció a la diversitat de l'alumnat. Les mesures d'atenció a la diversitat tenen com a objectiu atendre les necessitats educatives de cada alumne o alumna per poder assolir les competències bàsiques, els objectius educatius i els continguts de l'etapa.

## Acció tutorial
L'acció tutorial és el conjunt d'accions educatives que contribueixen al desenvolupament personal de l'alumnat, al seguiment del seu procés d'aprenentatge i a l'orientació escolar, acadèmica i professional per tal de potenciar la seva maduresa, autonomia i presa de decisions coherents i responsables, de manera que tot l'alumnat aconsegueixi un major i millor creixement personal i integració social. L'acció tutorial contribueix al desenvolupament d'una dinàmica positiva en el grup classe i en la implicació de l'alumnat i les seves famílies en la dinàmica del centre, per tal de donar suport al procés educatiu dels seus fills i filles. L'acció tutorial ha d'emmarcar el conjunt d'actuacions que tenen lloc en un centre educatiu, tot integrant les funcions del tutor/a i les actuacions d'altres professionals i organitzacions. El pla d'acció tutorial del centre concreta els aspectes organitzatius i funcionals de l'acció tutorial i els procediments de seguiment i d'avaluació, i ha d'esdevenir un referent per a la coordinació del professorat i per al desenvolupament de l'acció educativa.
L'acció tutorial és responsabilitat del conjunt del professorat que intervé en un mateix grup, en tant que l'activitat docent implica, a més del fet d'impartir els ensenyaments propis de la matèria, el seguiment i l'orientació del procés d'aprenentatge de l'alumnat i l'adaptació dels ensenyaments a la diversitat de les necessitats educatives que presenten els alumnes i les alumnes. El centre ha de garantir la coherència i continuïtat de l'acció tutorial durant l'escolarització de l'alumnat. Com a part de la formació integral de l'alumnat, l'acció tutorial ha d'organitzar els procediments de treball conjunt amb les famílies per a la coordinació i seguiment tant del procés d'aprenentatge com dels aspectes de desenvolupament personal, de convivència i cooperació i d'orientació acadèmica i professional.

## Avaluació
L'avaluació del procés d'aprenentatge de l'alumnat d'educació secundària obligatòria ha de ser contínua i diferenciada segons les diferents matèries. El professorat ha d'avaluar tenint present els diferents elements del currículum. Els criteris d'avaluació de les matèries són un referent fonamental per determinar el grau d'assoliment de les competències bàsiques i dels objectius de cada matèria. L'equip docent, coordinat per la tutoria del grup, ha d'actuar de manera col·legiada en tot el procés d'avaluació i en l'adopció de les decisions que en resultin.
Quan el progrés de l'alumne/a no sigui l'adequat s'han d'establir mesures de reforç educatiu. Aquestes mesures s'adopten quan es detecta el problema i en qualsevol moment del curs, i la seva finalitat és garantir l'adquisició dels aprenentatges imprescindibles per continuar el procés educatiu amb èxit. El professorat ha d'avaluar tant els aprenentatges de l'alumnat com els processos d'ensenyament emprats i la mateixa pràctica docent. Els pares i mares o tutors legals han de conèixer la situació acadèmica de l'alumnat i les decisions relatives al procés seguit per aquest, així com el seu progrés educatiu. En finalitzar cadascun dels cursos, i a conseqüència del procés d'avaluació, l'equip docent ha de prendre les decisions corresponents sobre el pas de curs de l'alumnat.

## Treball de síntesi i projecte de recerca
En cadascun dels tres primers cursos de l'educació secundària obligatòria l'alumnat ha de fer un treball de síntesi i en el quart curs ha de fer un projecte de recerca. Tant el treball de síntesi com el projecte de recerca són eines molt valuoses per desenvolupar competències en situacions complexes i per mostrar autonomia i iniciativa.
El treball de síntesi està format per un conjunt d'activitats d'ensenyament i aprenentatge que s'han de fer en equip, concebudes per desenvolupar competències complexes i comprovar si s'ha aconseguit, i fins a quin punt, que l'alumnat sigui capaç de relacionar les competències bàsiques treballades en les diferents matèries per a l'aplicació i la resolució de qüestions i problemes relacionats amb la vida pràctica.
Aquest treball ha d'integrar continguts de diverses matèries i admet diverses concrecions temporals. Al llarg del treball de síntesi, l'alumne o alumna ha de mostrar capacitat d'autonomia en l'organització del seu treball individual, i també de cooperació i col·laboració en el treball en equip. El projecte de recerca del quart curs s'ha de fer en equip, i ha d'estar constituït per un conjunt d'activitats de descoberta i recerca realitzades per l'alumnat entorn d'un tema escollit i acotat, en part, per ell mateix, sota el guiatge del professorat. Al llarg del projecte, l'alumne o alumna ha de mostrar capacitat d'autonomia i iniciativa en l'organització del seu treball individual, i també de cooperació i col·laboració en el treball en equip.